# Боровський сільський округ
Боро́вський сільський округ (каз. Боровской ауылдық округі, рос. Боровской сельский округ) — адміністративна одиниця у складі Мендикаринського району Костанайської області Казахстану. Адміністративний центр та єдиний населений пункт — село Боровський.
Населення — 8807 осіб (2021; 9781 у 2009, 10025 у 1999, 11566 у 1989).
Станом на 1989 рік існувала Боровська селищна рада (смт Боровський), з 1993 року — Боровська селищна адміністрація, у період 1999—2009 років перетворено в Боровський сільський округ.